# Майдан Поезії

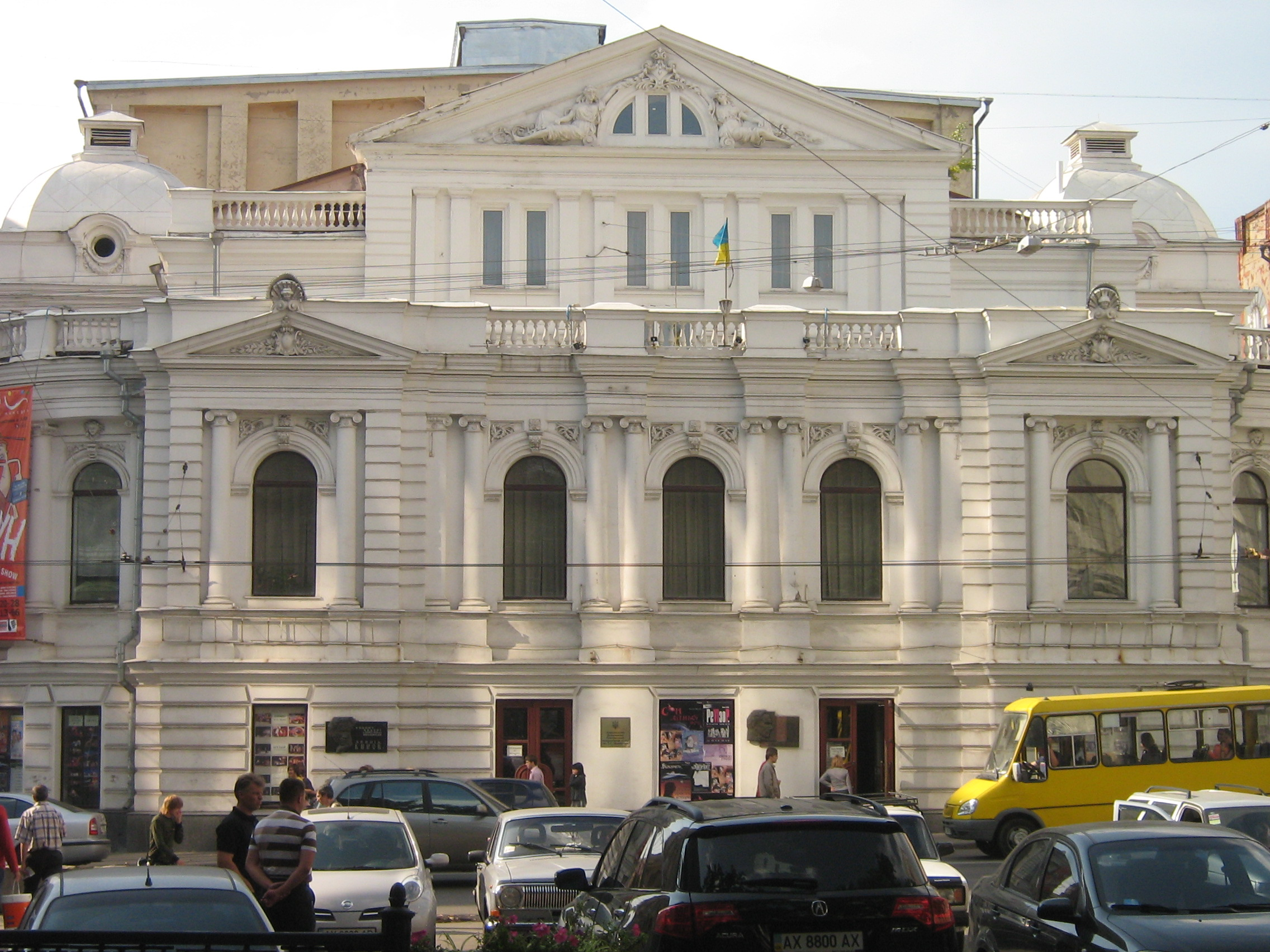
Театр імені Тараса Шевченка

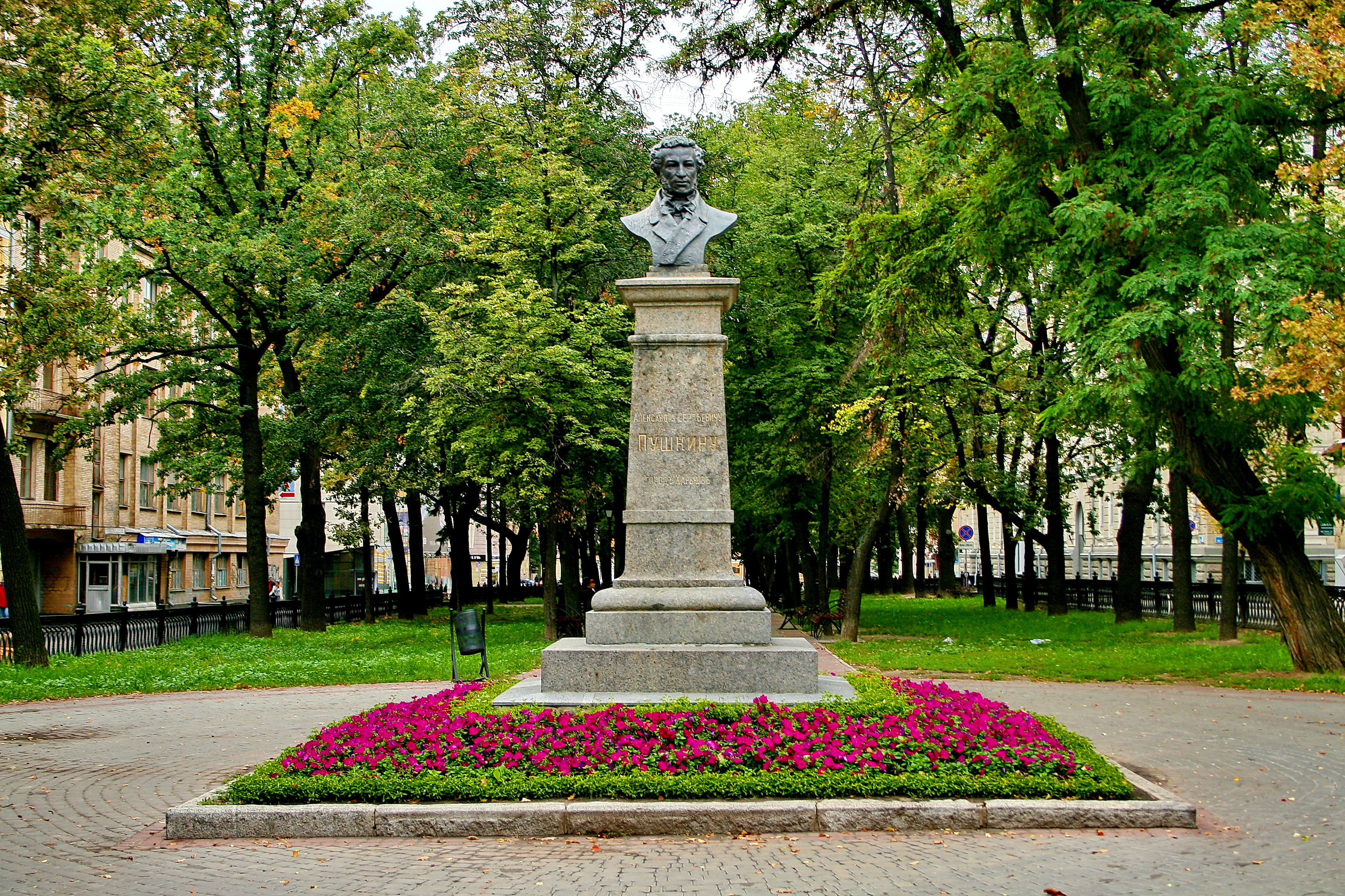
Пам'ятник Олександру Пушкіну (демонтований)

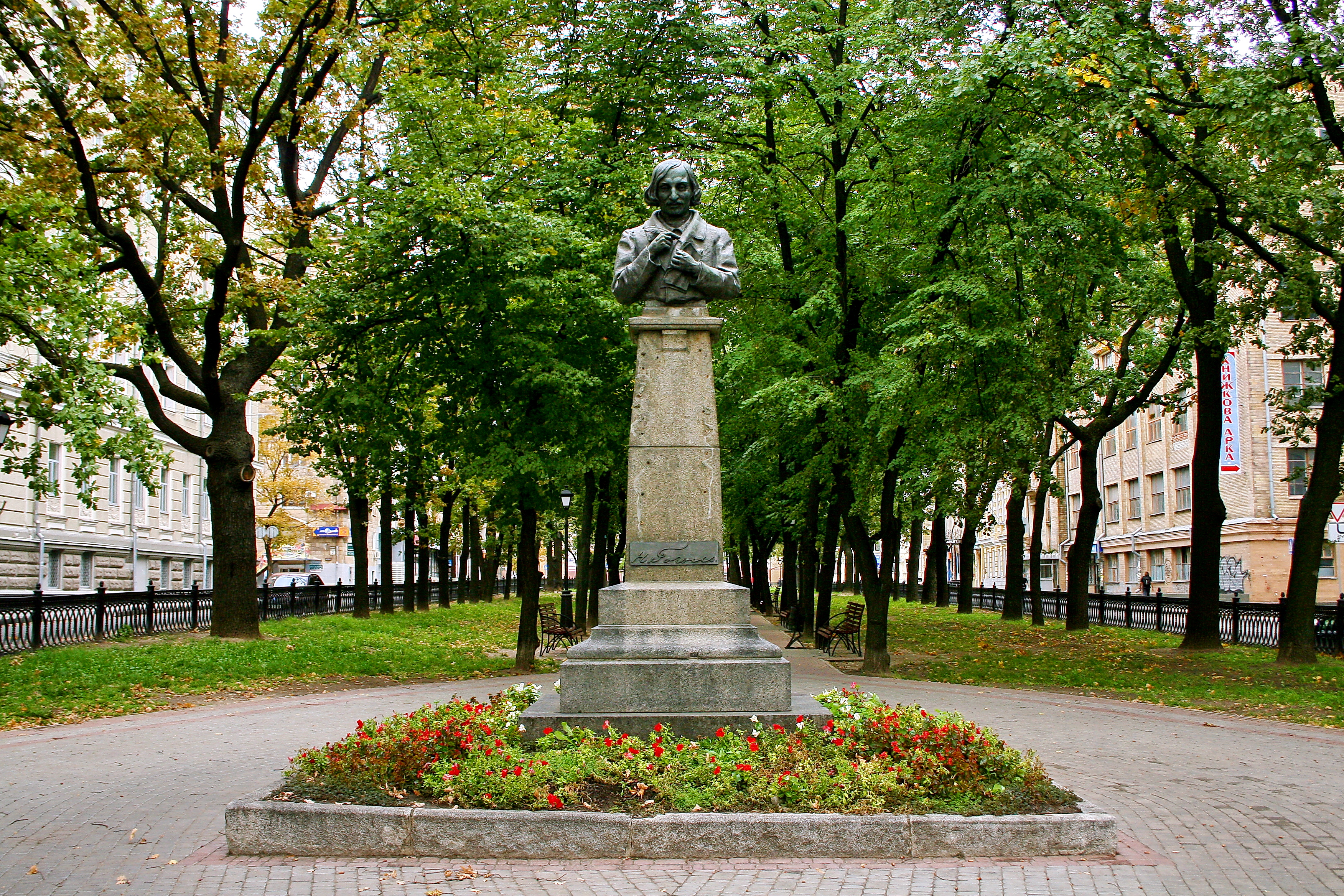
Пам'ятник Миколі Гоголю

Майда́н Пое́зії — майдан в центрі Харкова.

## Історія
В другій половині XVIII століття цим майданом закінчувалось місто. За ним йшов рів, потім — вал. Наприкінці століття тут побудували будівлю провіантського магазину, яка, до речі, збереглася до наших днів.
На початку XIX століття на майдані торгували дровами, тому його ще називали Дров'яний. У другій половині XIX століття на майдані зробили Театральний сквер. У перші роки 20 століття тут встановили пам'ятник Олександру Пушкіну (демонтований), а через п'ять років на протилежній стороні — пам'ятник Миколі Гоголю.

### Театри на майдані
На початку XIX століття антрепренери Калиновський та Штейн побудували на майдані дерев'яну театральну будівлю (зараз на цьому місці розташовується один з будинків на розі вулиці Григорія Сковороди та Театрального узвозу). Тому майдан, на якій вона розташовувалася, назвали Театральним. Театр був достатньо великий та разом з галереєю мав три яруси. Зал і сцена висвітлювалися сальними свічками. Першим директором театру став український письменник Григорій Федорович Квітка-Основ'яненко, саме він запросив на роботу актора Михайла Щепкіна.
За спогадами Григорія Квітки-Основ'яненка, в той час у харківському театрі працювали 40 акторів, балетна трупа складалася з 20 осіб, а оркестр був «першим у всіх тутешніх губерніях». У театр частенько походжали студенти, але 1818 року імператор Олександр I заборонив їм відвідувати театр до особливого розпорядження. Причиною послужив інцидент, що стався в листопаді 1817, коли студенти при появі в театрі міського поліцмейстера Лаврова підняли шум і розкидали листівки з вимогою припинити грубе ставлення до студентів з боку поліції.
А в середині 19 століття власник театру Млотковський почав будівництво театрального приміщення, проект якого зробив архітектор Андрій Тон. Театр було побудовано на іншому кінці майдану, при виході його на Сумську вулицю. Будівля вигідно відрізнялася від старої. У залі було 60 лож, розташованих у трьох ярусах, 150 крісел партеру. Всього зал вміщував більше тисячі осіб. Глядацька зала добре опалювався і освітлювався гасовими лямпами. За відгуками сучасників, харківський театр вважався найкращим серед провінційних. Його урочисто відкрили в серпні 1842. Тут виступали такі корифеї українського театру, як Садовський, Саксаганський, Кропивницький та Заньковецька. Сюди з-за кордону на гастролі приїжджали Сара Бернар, Елеонора Дузе і навіть знаменита трупа режисера Мейєрхольда.
На початку 20 століття режисер-новатор Лесь Курбас заснував тут український драматичний театр «Березіль». У його трупі грали Амвросій Бучма, Валентина Чистякова, Наталія Ужвій. У будівлі театру виступали Володимир Маяковський, Анрі Барбюс, Теодор Драйзер.

### Будинок Державного банку
Побудований за проектом Петербурзького архітектора Р. П. Голеніщева на межі 19-20 століть та спочатку був двоповерховим. Через 30 років за проектом архітекторів Бекетова і Петі будинок Державного банку надбудували, зберігши при цьому загальний стиль споруди. Тут вперше застосували метод нарощування стін під дахом, який піднімали домкратами під час кладки стін. Ця будівля досі використовується за прямим призначенням — зараз тут розташовується відділення Національного банку України.